# Daniel DiNardo
Daniel Nicholas DiNardo (Steubenville, 23 maggio 1949) è un cardinale e arcivescovo cattolico statunitense, dal 20 gennaio 2025 arcivescovo emerito di Galveston-Houston.

## Biografia
Daniel DiNardo è nato a Steubenville, Ohio, da Nicholas DiNardo (originario dell'Abruzzo) e Jane Green, uno dei quattro figli della coppia: ha un fratello più grande, Thomas; una sorella gemella, Margherita; e una sorella minore, Mary Anne. La famiglia si trasferì a Castle Shannon, Pennsylvania, un sobborgo di Pittsburgh.
Ha frequentato la St. Anne Elementary School dal 1955 al 1963 e si è laureato nell'università gesuita del Bishop's Latin School nel 1967.
Poi è entrato nel St. Paul Seminary, dove è stato compagno di classe di David Zubik (che più tardi divenne vescovo di Pittsburgh).
Si è perfezionato a Roma, conseguendo la Licenza in Teologia presso la Pontificia Università Gregoriana, e ha studiato Patristica all'Istituto Augustinianum.
Ordinato presbitero il 16 luglio 1977 a Pittsburgh, in Pennsylvania, il 19 agosto 1997 è nominato vescovo coadiutore di Sioux City. Riceve la consacrazione episcopale il successivo 7 ottobre dal vescovo Lawrence Donald Soens.
Il 28 novembre 1998 diventa vescovo di Sioux City, dove rimane sino al 16 gennaio 2004, quando viene nominato vescovo coadiutore della diocesi di Galveston-Houston.
Il 28 febbraio 2006 succede alla medesima sede.
È creato cardinale da papa Benedetto XVI nel concistoro del 24 novembre 2007; riceve il titolo di Sant'Eusebio.
Ha preso parte al conclave del 2013, che ha eletto papa Francesco, e al conclave del 2025, che ha eletto papa Leone XIV.
Il 15 novembre 2016 viene eletto presidente della Conferenza dei Vescovi Cattolici degli Stati Uniti.
Il 20 gennaio 2025 papa Francesco accoglie la sua rinuncia, presentata per raggiunti limiti di età, al governo pastorale dell'arcidiocesi di Galveston-Houston; gli succede Joe Steve Vásquez, fino ad allora vescovo di Austin.

## Genealogia episcopale e successione apostolica
La genealogia episcopale è:
- Cardinale Scipione Rebiba
- Cardinale Giulio Antonio Santori
- Cardinale Girolamo Bernerio, O.P.
- Arcivescovo Galeazzo Sanvitale
- Cardinale Ludovico Ludovisi
- Cardinale Luigi Caetani
- Cardinale Ulderico Carpegna
- Cardinale Paluzzo Paluzzi Altieri degli Albertoni
- Papa Benedetto XIII
- Papa Benedetto XIV
- Papa Clemente XIII
- Cardinale Marcantonio Colonna
- Cardinale Giacinto Sigismondo Gerdil, B.
- Cardinale Giulio Maria della Somaglia
- Cardinale Carlo Odescalchi, S.I.
- Cardinale Costantino Patrizi Naro
- Cardinale Lucido Maria Parocchi
- Papa Pio X
- Cardinale Gaetano De Lai
- Cardinale Raffaele Carlo Rossi, O.C.D.
- Cardinale Amleto Giovanni Cicognani
- Arcivescovo James Joseph Byrne
- Vescovo Lawrence Donald Soens
- Cardinale Daniel Nicholas DiNardo

La successione apostolica è:
- Vescovo William Michael Mulvey (2010)
- Vescovo George Arthur Sheltz (2012)
- Vescovo Joseph Edward Strickland (2012)
- Vescovo Brendan John Cahill (2015)
- Vescovo David Leon Toups (2020)
- Vescovo Italo Dell'Oro, C.R.S. (2021)